# روجرو ریموندی
روجرو ریموندی (انگلیسی: Ruggero Raimondi؛ زادهٔ ۳۰ اکتبر ۱۹۴۱) یک هنرپیشه، و خواننده اپرا اهل ایتالیا است.